# Ngadhnjim Xhafolli
Ngadhnjim Xhafolli (* 1. Januar 1991 in Đakovica, SFR Jugoslawien) ist ein ehemaliger kosovarischer Handball-Nationalspieler, spielte als Linkshänder auf der rechten Außenposition.
Ngadhnjim Xhafolli und seine Familie verließen die damals serbische Provinz Kosovo und wohnten anfangs in Uelzen; später in Hamburg. Mit sieben Jahren begann er in der JSG Uelzen Handball zu spielen.  Mit fünfzehn Jahren wechselte er in die Jugendmannschaft des HSV Hamburg. Ab 2011 spielte er dann für die SG Achim/Baden. Im Oktober 2014 folgte die erste Nominierung für die Nationalmannschaft des Kosovo.
Seine ersten Einsätze waren bei den Vorrunden-Qualifikationsspielen zur Europameisterschaft 2018 gegen Rumänien am 1. November 2014 in Pristina (24:36) und am 29. November 2014 in Bukarest (16:30) Mittlerweile hat Xhafolli als Spieler der Nationalmannschaft mehrere Länderspiele bestritten und sein Heimatland bei EM- und WM-Qualifikation vertreten.